# Ramón Roque Rafanelli
Ramón Roque Rafanelli (Santa Fe, 5 de marzo de 1921-Niterói, 6 de julio de 2001) fue un futbolista argentino que se desempeñaba en la posición de defensa.

## Trayectoria
| Club          | Provincia      | País      | Año       |
| ------------- | -------------- | --------- | --------- |
| Unión         | Santa Fe       | Argentina | 1938-1943 |
| Vasco Da Gama | Río de Janeiro | Brasil    | 1943-1948 |
| Bangu         | Río de Janeiro | Brasil    | 1949-1952 |
| Palmeiras     | São Paulo      | Brasil    | 1953-1954 |

## Palmarés

### Campeonatos regionales
| # | Club          | País      | Liga                            | Sede           | Año  |
| - | ------------- | --------- | ------------------------------- | -------------- | ---- |
| 1 | Unión         | Argentina | Campeonato Oficial Santafesino  | Santa Fe       | 1938 |
| 2 | Unión         | Argentina | Campeonato de Honor Santafesino | Santa Fe       | 1939 |
| 3 | Vasco Da Gama | Brasil    | Campeonato Carioca              | Río de Janeiro | 1945 |
| 4 | Vasco Da Gama | Brasil    | Campeonato Carioca              | Río de Janeiro | 1947 |

### Campeonatos internacionales
| # | Club          | País   | Liga                                 | Sede  | Año  |
| - | ------------- | ------ | ------------------------------------ | ----- | ---- |
| 1 | Vasco Da Gama | Brasil | Campeonato Sudamericano de Campeones | Chile | 1948 |